# Sara Martinsson
Sara Martinsson, född 1981 i Lenhovda, är en svensk frilansjournalist och författare. 

## Biografi
Martinsson är frilansjournalist och författare. Hon skriver om bland annat musik, kultur och träning i bland annat Dagens Nyheter och tidigare i tidskriften Sonic Magazine.
Hon gav 2021 ut boken Knäböj: om kvinnor och styrketräning. Bokens titel anspelar på Sven Lindqvists klassiker Bänkpress (1988) som blivit något av en bibel bland intellektuella, företrädesvis manliga, tyngdlyftare. Martinsson menar att medan fysisk styrka har stärkt mäns identitet så har den förvirrat kvinnors, och olika kroppsideal har hindrat tjejer att bli riktigt starka.
År 2024 gav hon ut Kvinnor utan barn: om reproduktion och livets mening. Martinsson ställer frågan om kvinnor verkligen måste vilja ha barn, och vad som händer med dem som förblir barnlösa. Boken är både ett personligt utforskande av författarens egna drivkrafter för att välja eller inte välja att få barn, samt en idéhistorisk genomgång av synen på de barnlösa kvinnorna.